# Gracilosphya hirtipennis
Gracilosphya hirtipennis là một loài bọ cánh cứng trong họ Cerambycidae.